# Ievsuh, Bilovodsk
Ievsuh (în ucraineană Євсуг) este localitatea de reședință a comunei Ievsuh din raionul Bilovodsk, regiunea Luhansk, Ucraina. În secolul al XIX-lea, satul făcea parte din volostul Ievsuh, uezdul Starobilsk.

## Demografie
Componența lingvistică a localității Ievsuh
     Ucraineană (90,46%)
     Rusă (9,25%)
     Alte limbi (0,06%)
Conform recensământului din 2001, majoritatea populației localității Ievsuh era vorbitoare de ucraineană (90,46%), existând în minoritate și vorbitori de rusă (9,25%).